# Acacia longissima
Acacia longissima är en ärtväxtart som beskrevs av Wendl. Acacia longissima ingår i släktet akacior, och familjen ärtväxter. Utöver nominatformen finns också underarten A. l. glauca.